# Teucholabis determinata
Teucholabis determinata är en tvåvingeart som beskrevs av Osten Sacken 1888. Teucholabis determinata ingår i släktet Teucholabis och familjen småharkrankar. Inga underarter finns listade i Catalogue of Life.